# Jan de Jonge
Jan de Jonge (Emmen, 8 maggio 1963) è un allenatore di calcio, dirigente sportivo ed ex calciatore olandese, di ruolo attaccante.

## Palmarès

### Allenatore

#### Competizioni nazionali
- Eerste Divisie: 1

De Graafschap: 2006-2007